# Штајерска (држава)
Штајерска (словен. Štajerska) је једна од 9 савезних покрајина Републике Аустрије, у њеном средишњем и југоисточном делу. Главни град Штајерске је Грац, после Беча највећи град Аустрије.

## Положај
Штајерска заузима средишњи и југоисточни део Аустрије. Покрајина се граничи:
- на северу - покрајина Доња Аустрија,
- на истоку - покрајина Бургенланд,
- на југу - Словенија,
- на југозападу - покрајина Корушка,
- на западу - покрајина Тирол,
- на северозападу - покрајина Горња Аустрија.

## Природне одлике
Са површином од 16.401,04 km² Штајерска је по величини друга покрајина у држави.
Рељеф: Штајерска је по рељфу подељена на два изразита дела. Јужни и источни део је у склопу обода Панонске низије и то је валовито и бреговито, ређе брдско подручје. Надморска висина је око 200-400 метара. Планинска подручја се простиру у средишњем и северном делу и припадају ланцу Алпа (Аустријски и Штајерски Алпи). Највиши врх, Високи Дахштајн, се налази на северозападној граници и висок је готово 3 хиљаде метара.
Штајерска је подијељена на неколико области. Површином је највећа Горња Штајерска (њем. Obersteiermark), која се простире од Штајерских ивичних планина на сјеверу до долине ријека Муре и Мирц на југу. Западна Штајерска (њем. Weststeiermark) јужно је од Горње Штајерске и лежи западно од ријеке Муре, док Источна Штајерска (њем. Oststeiermark) лежи источно од Муре и јужно од Фишбахер Алпа. Главни град Штајерске Грац смјештен је између Источне и Западне Штајерске. Јужни дио покрајине око Лајбница, Радкерсбурга и Дојчландсберга назива се Јужном Штајерском (њем. Südsteiermark), но тај се географски појам не смије помијешати са називом Доња Штајерска (њем. Untersteiermark) која је након Првог свјетског рата прикључена Држави СХС и данас припада Словенији.
Клима: Штајерска има благу умерено континенталну климу, која само у највишим деловима прелази у планинску.
Воде: Средишњим делом Штајерске протиче река Мура, који се данас сматра саставним делом покрајинског идентитета. Она у покрајини прима неколико притока, од којих су битне Мирц (лева) и Ласниц (десна). Источни де покрајине је у сливу реке Рабе, која ту извире и тече горњим делом тока, док је северни део Штајерске у сливу Енса. Поред водотока, у западној Штајерској постоји и низ малих ледничких језера, али су она мањег значаја него језера у другим деловима Аустрије.
Биљни и животињски свет: Штајерска се често назива и „зеленом покрајином“ (њем. „Grüne Mark“), јер је око 61% њене површине прекривено шумама, а још 25% површине заузимају ливаде, обрадиве површине, воћњаци и виногради.

## Историја
Штајерска је древна област у историји Европе, позната под датим називом још у раном средњем веку. Данашња покрајина настала је од Војводства Штајерске по образовању Републике Аустрије после Првог светског рата. Претходно је од дотадашњег војводства одвојен мањи, јужни део (тзв. Јужна Штајерска), већински насељен Словенцима, који данас чини Штајерску област у склопу Словеније са средиштем у Марибору.

## Становништво
По последњим подацима из 2019. године Штајерска има преко 1,243 милиона становника, па је четврта аустријска покрајина по броју становника. Последњих деценија број становника се повећава.
Густина насељености је око 76 ст./км², што нешто ниже од државног просека. Делови уз Грац и у низинама су много боље насељени (100-200 ст./км²), док су планински крајеви на ободу много мање густине насељености (<50 ст./км²).
Етнички састав: Штајерска је традиционално насељена аустријским Немцима и у веома малом броју Словенцима. Словеначку мањину данас чини пар веома малих заједница у селима дуж границе са Словенијом, па им нису зајемчена права као знатно бројнијим Словенцима у суседној Корушкој. Последњих деценија значајан број досељеника (посебно Југословена и Турака) населио у већим градовима.

## Привреда
Штајерска је високо развијена покрајина, посебно околина Граца. Ту је смештена и најгушћа мрежа саобраћајница. Последњих година покрајина је водећа по степену привредног раста у Аустрији.
Пољопривреда: Иако је последњих деценија са бржом индустријализацијом дошло до смањења значаја пољопривреде она је и даље развијена, посебно виноградарство, воћарство и сточарство.
Индустрија: Преовлађује високо развијена индустрија везана за подручја Граца и долину Муре.
Туризам: Постоји неколико развијених туристичких грана у Штајерској. Посебно је развијен зимски и скијашки туризам на Алпима на северу покрајине, док је југ више везан за вински туризам.

## Управна подела
Покрајина се дели на 13 подручних јединица - округа (Bezirk) - 1 градски округ (тзв. статутарни град) и 12 „уобичајених“ округа. Даље се окрузи деле на општине - укупно њих 286.
| Бр. | градски округ         | Матични назив        | Статутарни град | Површина (у km²) | Број ст. (2019) | скр.         |
| --- | --------------------- | -------------------- | --------------- | ---------------- | --------------- | ------------ |
|     | Грац                  | Graz                 |                 | 127,57           | 288.806         | G            |
| Бр. | Округ                 | Матични назив Bezirk | Град - седиште  |                  |                 |              |
| 1.  | Брук-Мирцушлаг        | Bruck-Mürzzuschlag   | Брук на Мури    | 2.156,83         | 98.984          | BM, (MZ)     |
| 2.  | Вајц                  | Weiz                 | Вајц            | 1.097,97         | 90.343          | WZ           |
| 3.  | Грац-Умгебунг         | Graz-Umgebung        | Грац            | 1.084,60         | 154.260         | GU           |
| 4.  | Дојчландсберг         | Deutschlandsberg     | Дојчландсберг   | 863,47           | 60.821          | DL           |
| 5.  | Лајбниц               | Leibnitz             | Лајбниц         | 751,18           | 84.155          | LB           |
| 6.  | Леобен                | Leoben               | Леобен          | 1.053,42         | 60.060          | LE, LN       |
| 7.  | Лизен са Гребмингом   | Liezen, Gröbming     | Лизен           | 3.318,66         | 79.907          | LI, GB, (BA) |
| 8.  | Мурау                 | Murau                | Мурау           | 1.385,24         | 27.659          | MU           |
| 9.  | Мурталь               | Murtal               | Јуденбург       | 1.675,76         | 72.004          | MT, (JU, KF) |
| 10. | Зюдостштаермарк       | Südoststeiermark     | Фелдбах         | 985,22           | 84.276          | SO, (FB, RA) |
| 11. | Фојтсберг             | Voitsberg            | Фојтсберг       | 678,19           | 51.161          | VO           |
| 12. | Хартберг-Фюрстенфельд | Hartberg-Fürstenfeld | Хартберг        | 1.224,28         | 90.622          | SO, (HB, FF) |

## Познати Штајерци
- Петер Розегер
- Елфриде Јелинек
- Јохан Бернхард Фишер вон Ерлах
- Арнолд Шварценегер
- Клаус Марија Брандауер
- Томас Мустер

## Збирка слика важнијих градова покрајине
- Брук на Мури
- Леобен
- Хартберг